# Polarvarg
Polarvargen (Canis lupus arctos) eller grönlandsvargen är en underart till vargen och man kan hitta den i norra Kanada och de norra delarna av Grönland. Den är mindre än den vanliga vargen och kan bli runt 90 till 150 centimeter lång (inklusive svansen). Deras mankhöjd ligger mellan 65 och 80 centimeter. De väger mellan 45 och 80 kilogram och de har små öron.
I fångenskap kan en polarvarg leva i ungefär 18 år medan en som lever i det vilda kan komma upp till 10 år. Polarvargen lever och jagar i flockar och deras diet består av ren och myskoxe, men de jagar också mindre djur som hare och lämmel. På vintrarna när det är mycket snö jagar de också älg. Älgens tyngd gör att de har svårt med djup snö och då har vargarna en chans lägga ner ett så stort byte. Under vintrarna följer de också med de emigrerande renarna söderut.
Polarvargen är en av två vargarter som har kvar sitt ursprungliga utbredningsområde det beror på att människan har svårt att leva i arktiska områden. De har vit päls för att kamouflera sig bättre i sin miljö.